# Micrargus pervicax
Micrargus pervicax là một loài nhện trong họ Linyphiidae.
Loài này thuộc chi Micrargus. Micrargus pervicax được J. Denis miêu tả năm 1947.